# Rohrweihe
Die Rohrweihe (Circus aeruginosus) ist eine paläarktische Greifvogelart aus der Familie der Habichtartigen (Accipitridae). Ihre Brutverbreitung reicht von der zentralen Mongolei bis nach Portugal sowie von Skandinavien bis Nordafrika. Die Überwinterungsgebiete liegen in West- und Zentralafrika, Arabien sowie auf dem indischen Subkontinent. Die Art bewohnt Schilfbestände, Moore, Seeufer und andere Feuchtgebiete in offener Landschaft, aber auch Getreide- und Rapsfelder. Die Brutzeit der Rohrweihe liegt, je nach Breitengrad, zwischen April und August, wobei zwei bis sieben Eier in einem Bodennest in hoher Vegetation ausgebrütet werden. Es werden zwei Unterarten unterschieden, wobei die Nominatform den Norden des Verbreitungsgebiets bewohnt und die Unterart Circus aeruginosus harterti in Marokko, Algerien und Tunesien vorkommt.
Der Rückgang extensiv bewirtschafteter landwirtschaftlicher Flächen, die Trockenlegung von Sümpfen und die Bejagung der Bestände haben im 19. und 20. Jahrhundert vor allem in dichter besiedelten Teilen des Verbreitungsgebietes zunächst zu starken Bestandsrückgängen geführt, die die Rohrweihe jedoch nach 1950 wieder aufholen konnte. Der weltweite Gesamtbestand wird auf etwa hunderttausend Individuen geschätzt.

## Merkmale

### Körperbau und Gefieder

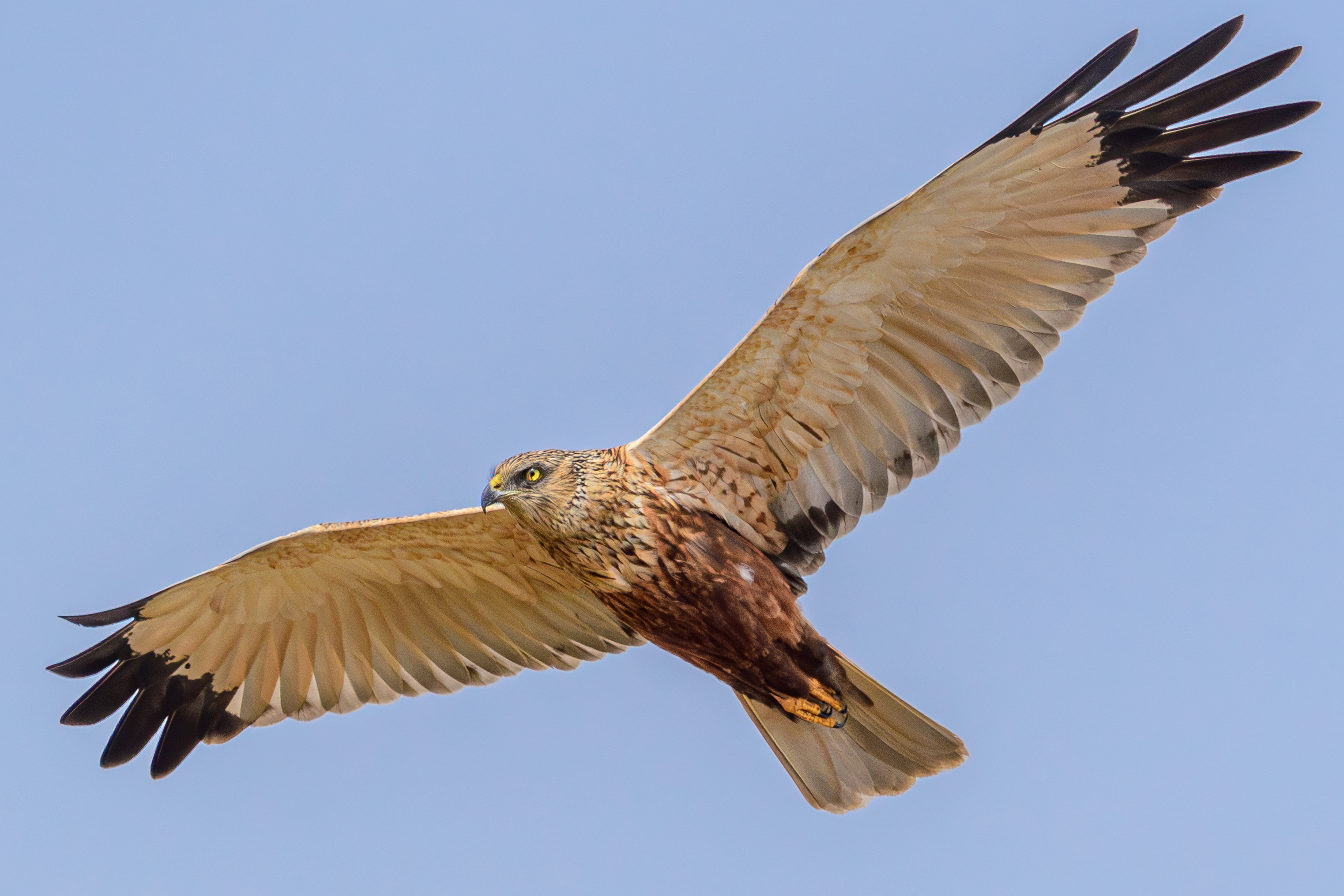
Männliche Rohrweihe im Flug

Die Rohrweihe ist mit 48 bis 62 cm Länge fast bussardgroß, aber erkennbar schlanker und schmalflügeliger. Die Flügelspannweite beträgt bis zu 130 cm. Das Gewicht der Männchen beträgt im Durchschnitt 540 g, das der Weibchen im Schnitt 740 g.
Das größere und schwerere Weibchen ist durchgängig dunkelbraun gefiedert und hat einen hellgelben Kopf. Bei ihnen sind die Schultern und die Flügelvorderhand weißlich bis hellgelb. Der Oberkopf und die Kehle sind ähnlich gefärbt. Durch das Auge verläuft ein dunkler Strich bis zum Hinterkopf.

Beim rostbraunen Männchen sind die mittleren Bereiche der Flügel silbergrau, die Flügelspitzen schwarz. Der Stoß (Schwanz) ist lang und grau, der Kopf hellgrau mit dunkler Strichelung.
Die Rohrweihe ist kräftiger und breitflügeliger als andere Weihen. Beim Segeln und Gleiten hält sie wie alle Weihen die Flügel V-förmig nach oben.

### Erscheinungsbild der Nestlinge
Die Jungen der Rohrweihen sind Nesthocker, die zunächst nur an Kopf, Körper und Schenkeln Daunen haben. Im ersten Daunenkleid dominiert noch die rosa Haut. Bei frisch geschlüpften Rohrweihen ist der Oberschnabel schwarz und der Unterschnabel fleischfarben bis rosa. Die Schnabelspitze ist schwarz. Die Wachshaut und die Schnabelkanten sind leicht rötlich rahmfarben. Mit zunehmendem Alter färben sich die Wachshaut, die Schnabelkanten sowie die Beine in ein gelb um. Die nackte Haut um das Auge wird schwarzgrau. Der Schnabel wird vollständig schwarz. Während des Umfärbeprozesses ist die Schnabelbasis zunächst blass blaugrau, bevor auch sie vollständig schwarz wird.

## Stimme
Die kiebitzähnlichen Rohrweihenrufe sind nur in der Nähe des Brutplatzes, besonders kurz nach dem Eintreffen aus dem Winterquartier, zu hören. Sie dienen vor allem der Balz oder der Revierverteidigung. Im Singflug lässt das Männchen ein nasales hijäe, quiä oder kjäh hören. Gegenüber Revierkonkurrenten ist der Ruf weicher und kling nasal guig. Weibchen geben bei der Beuteübernahme ein heiseres und leises psie... von sich.

## Verbreitung

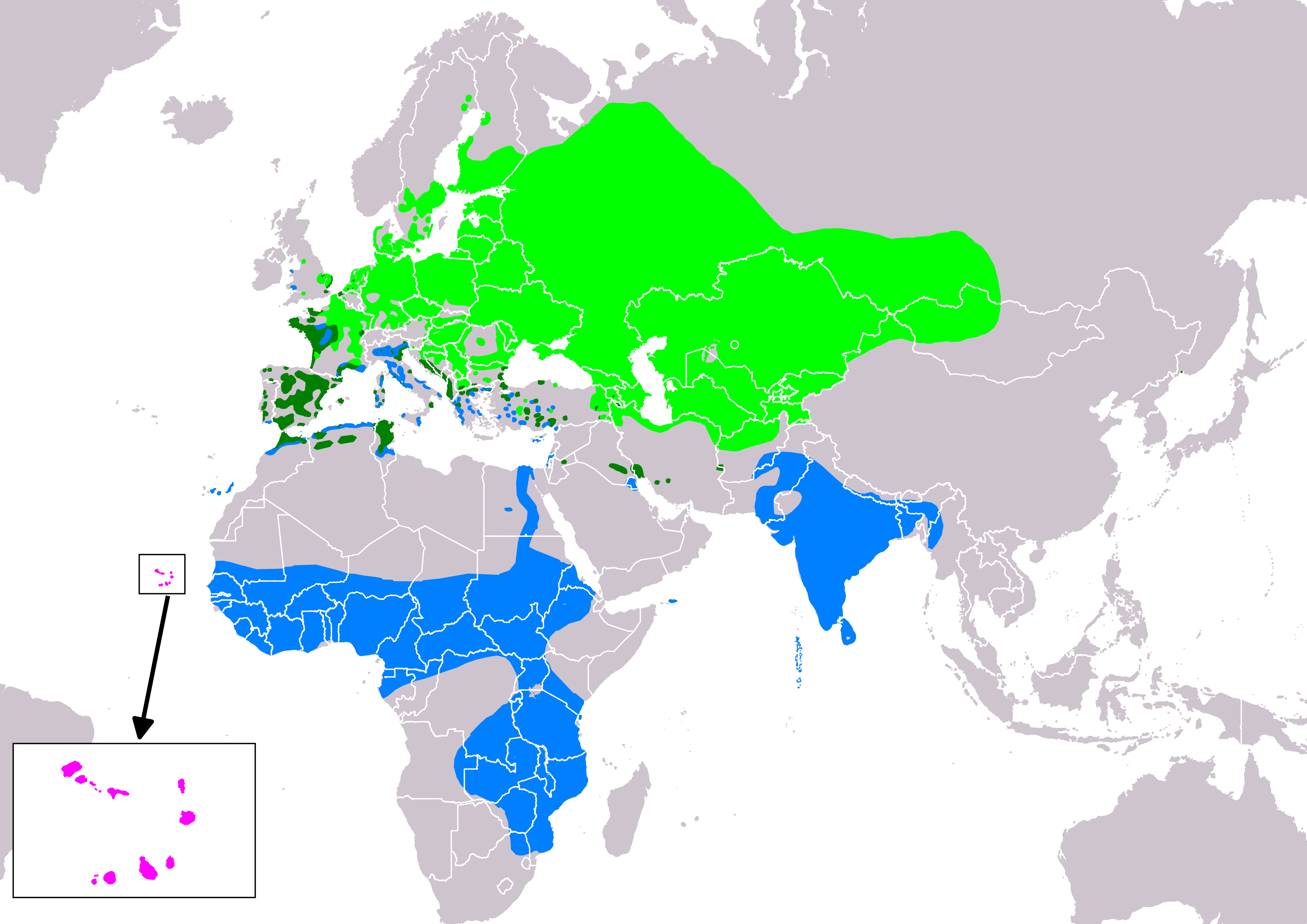
Verbreitungsgebiete der Rohrweihe:
Brutgebiete
Ganzjähriges Vorkommen
Überwinterungsgebiete
Streifzüge (Saisonalität unsicher)

Die Rohrweihe ist als Brutvogel über Nordafrika, Europa und Asien verbreitet. Die Schwerpunkte der Siedlungsgebiete liegen in Niederungsgebieten von Russland und Nord- und Mitteleuropa. Die Rohrweihe ist ein Charaktervogel ausgedehnter Röhrichte.
Die Rohrweihe ist ein Kurz- und Langstreckenzieher. Winterquartiere finden sich unter anderem im Südwesten Europas und im Mittelmeerraum, in Rumänien und im Süden der Ukraine, in Vorder- und Hinterindien, Sri Lanka und Sumatra. In Afrika überwintert sie zum Teil südlich der Sahara und ist im Winterhalbjahr auch im Norden von Angola, im Kongobecken, Tansania, Sambia und Simbabwe zu beobachten. In Mitteleuropa gibt es außer in den Niederlanden keine überwinternden Rohrweihen. Der Abzug der adulten Vögel beginnt Ende Juli und Anfang August. Der gerichtete Wegzug dagegen setzt erst Mitte August ein. Im Zeitraum von Februar bis April verlassen Rohrweihen dann wieder ihre Überwinterungsquartiere. In Deutschland treffen die Brutvögel ab Mitte März wieder ein, in Fennoskandinavien zieht sich die Rückkehr der Brutvögel bis Anfang oder Mitte April hin.

## Lebensraum

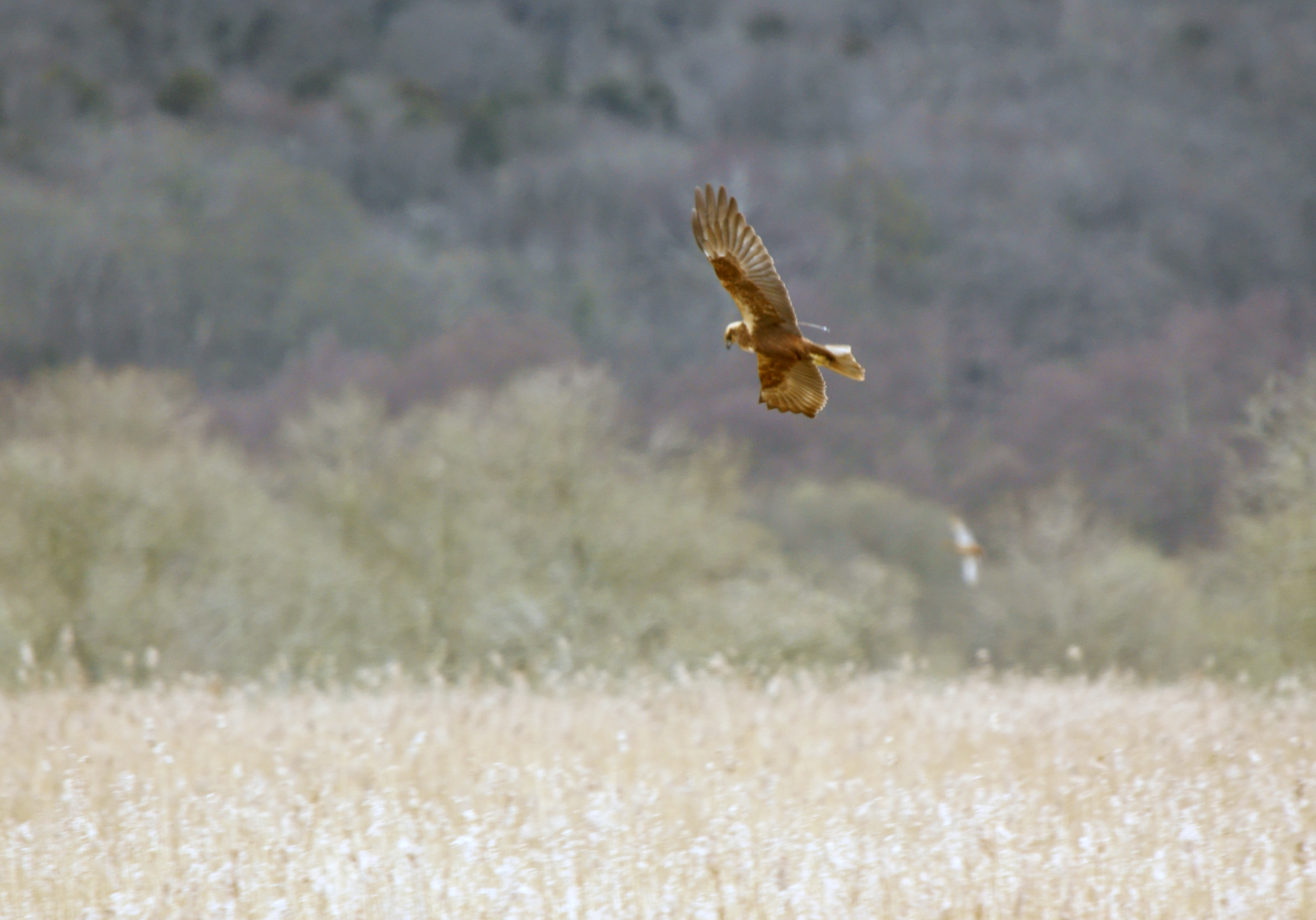
Rohrweihenweibchen im Leighton Moss RSPB Reserve. Röhricht ist das für die Art charakteristische Habitat.

Die Rohrweihe ist in ihrer Lebensweise enger an Schilf- und Röhrichtbestände gebunden als andere Weihen. In den letzten Jahrzehnten kommt es jedoch auch zunehmend zu Bruten in Getreide- und Rapsfeldern. Sie jagt bevorzugt über dem Röhrichtgürtel und den anschließenden Verlandungszonen. Beute schlägt sie aber auch in Dünen und Wiesen. Auf dem Zug rastet die Rohrweihe meist in Feuchtgebieten. Sie ist dann aber auch regelmäßig auf Agrarflächen zu sehen.

## Ernährung
Die Strategie der Rohrweihe ist die Überrumpelung ihrer Beute im niedrigen „gaukelnden“ Suchflug mit v-förmig gehaltenen Flügeln. Sie ergreift die Beutetiere meist dicht am Boden, seltener auf dem Wasser oder in der Luft. Die Beute setzt sich zu 70–80 % aus Singvögeln und (zumeist jungen) Wasservögeln wie Enten, Teichrallen und Blässhühnern zusammen. Zur Brutzeit schlägt sie vor allem Küken und Nestlinge und frisst auch Eier ab einer Größe von Elstern-Eiern. Bei entsprechendem Angebot kann der Hauptteil der Nahrung aber auch aus Feldmäusen, Wanderratten, Zieseln, jungen Kaninchen und Hasen sowie Bisamratten bestehen. Daneben gehören in geringem Maße auch Fische, Frösche, Eidechsen und Großinsekten zum Nahrungsspektrum. Die Rohrweihe geht auch an Aas und jagt gelegentlich anderen Vögeln die Beute ab.
Obwohl Vögel ein Teil ihres Nahrungsspektrums sind, findet man nur selten Rupfungen der Rohrweihe. Sie bearbeitet ihre Beute dort, wo sie sie geschlagen hat. Dies sind nicht selten offene Plätze im Röhricht oder auf Pfählen. Anders als eine Reihe anderer Greifvögel hat sie keine festen Rupfplätze.

## Balz
Ab März/April ist der beeindruckende akrobatische Balzflug des Männchens zu beobachten: Scheinangriffe gegen das Weibchen, Sturzflüge und plötzliches Seitwärtskippen mit nachfolgendem Sturzflug dienen der Bindung zwischen den Partnern.

## Brut

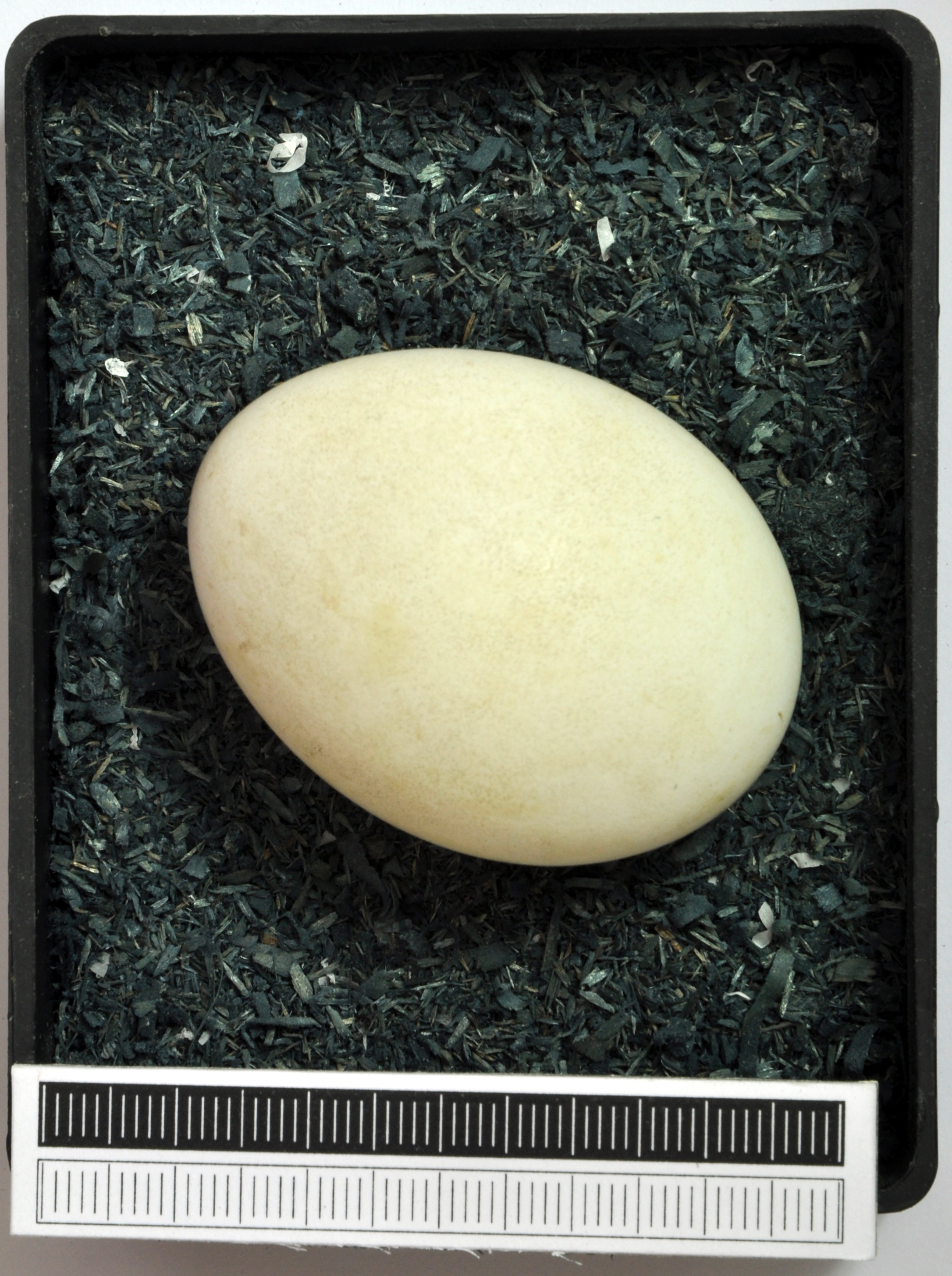
Ei (Sammlung Museum Wiesbaden)

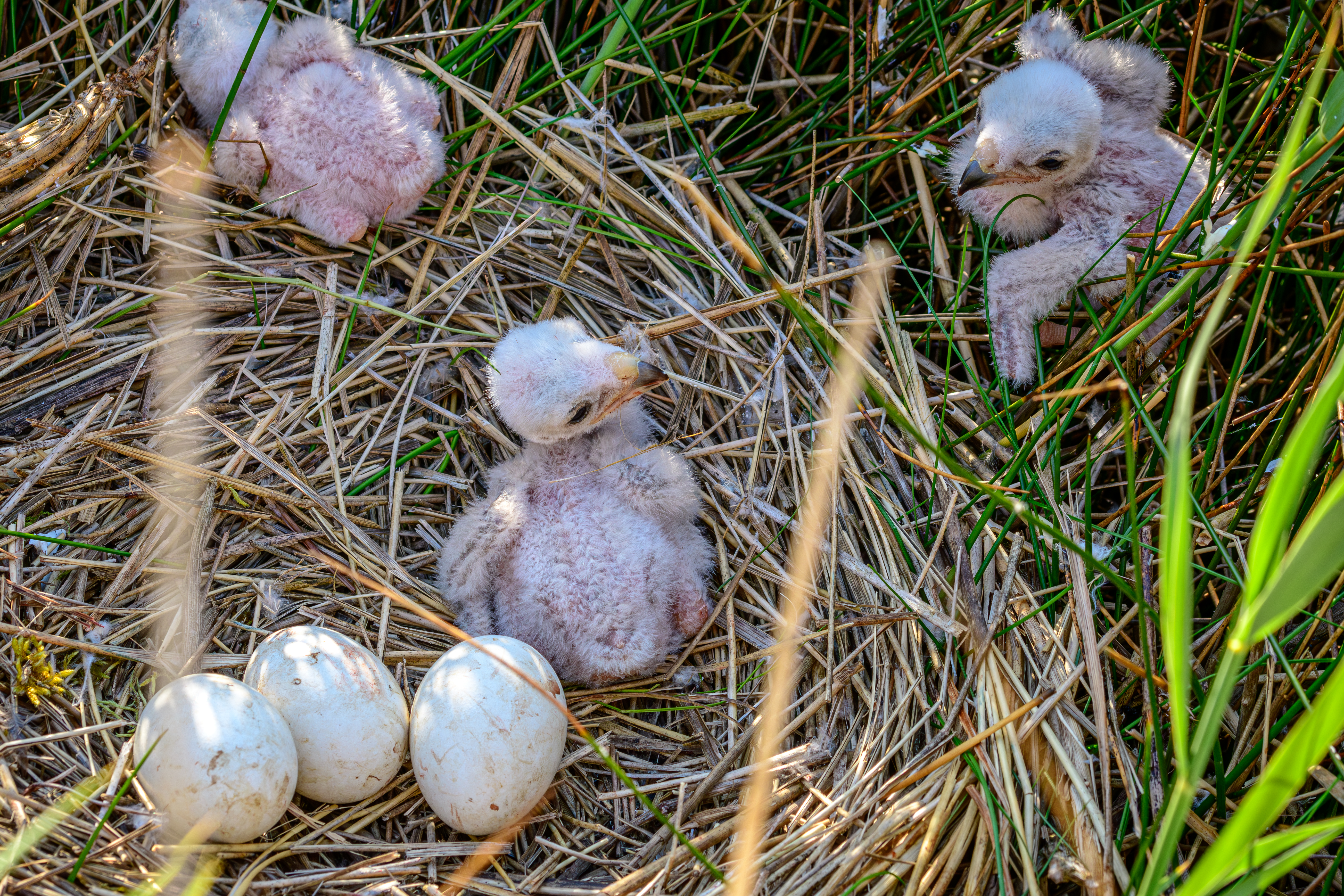
Jungvögel und Eier im Nest

Das Nest wird in der Regel in dichten Röhricht über dem Wasser gebaut oder zwischen Sumpfpflanzen direkt auf dem Boden. Nester werden manchmal in Getreidefeldern, selten in Wiesen, errichtet. Der Nestplatz wird von einigen Paaren wiederbenutzt. Das Nest ist ein großer Haufen aus Stöcken, Altschilf und ähnlichem Material. Es ist größer als das anderer Weihen. Am Nestbau ist fast ausschließlich das Weibchen beteiligt.
Rohrweihen ziehen nur ein Gelege pro Jahr groß. In Mitteleuropa findet die Eiablage ab Anfang Mai statt und kann sich bis Juni hinziehen. Das typische Vollgelege umfasst vier bis fünf Eier. Sehr große Gelege können auch aus acht Eiern bestehen. Die Eier sind kurzelliptisch mit einer glatten Schale, die glanzlos ist. Die Eischale ist bläulichweiß und verfärbt sich durch das Nistmaterial häufig während der Brutzeit. Es brütet allein das Weibchen, das in dieser Zeit von dem Männchen gefüttert wird. Die Inkubationszeit beträgt 31 bis 36 Tage.
Die Schlupfabstände zwischen den einzelnen Jungvögeln sind unterschiedlich. Während der ersten sieben bis zehn Nestlingstagen werden die Jungvögel intensiv durch das Weibchen gehudert. Auch in dieser Zeit bringt allein das Männchen Futter zum Nest und versorgt dabei auch das Weibchen. Die Beute wird dem Weibchen im Fluge oder auf dem Boden übergeben. Mit zunehmendem Alter der Nestlinge jagen beide Elternvögel nach Nahrung. Die Nestlinge sind mit 21 bis 28 Tagen voll befiedert und sind ab ihrem 35. bis 40. Lebenstag flugfähig. Sie halten sich die ersten vierzehn Tage nach Ausflug in Horstnähe auf. Bis zu ihrer vollständigen Selbständigkeit vergehen in der Regel weitere 2–3 Wochen.

## Systematik und Entwicklungsgeschichte
Nachdem bis in die 1970er Jahre alle Angehörigen des Rohrweihen-Komplexes mit Ausnahme der Froschweihe lediglich als Unterarten der europäischen Rohrweihe betrachtet wurden, werden heute nur noch zwei Unterarten anerkannt:
- Circus aeruginosus aeruginosus (Linnaeus, 1758) – Nominatform mit Verbreitung von Zentralasien bis Westeuropa.
- Circus aeruginosus harterti Zedlitz, 1914 – Rand des Atlasgebirges in Marokko, Algerien und Tunesien. Männchen mit dunklerer Oberseite, aber helleren, silbergrauen Schwingen und Steuerfedern. Weibchen mit einheitlich cremefarbenem Kopf, Nacken und Oberschulterdecken, dafür helleres Braun im Rest des Gefieders.[6] Mit Flügellängen von 375–487 mm (Männchen) beziehungsweise 401–424 mm (Weibchen) geringfügig größer als die Nominatform.[7]

## Bestand

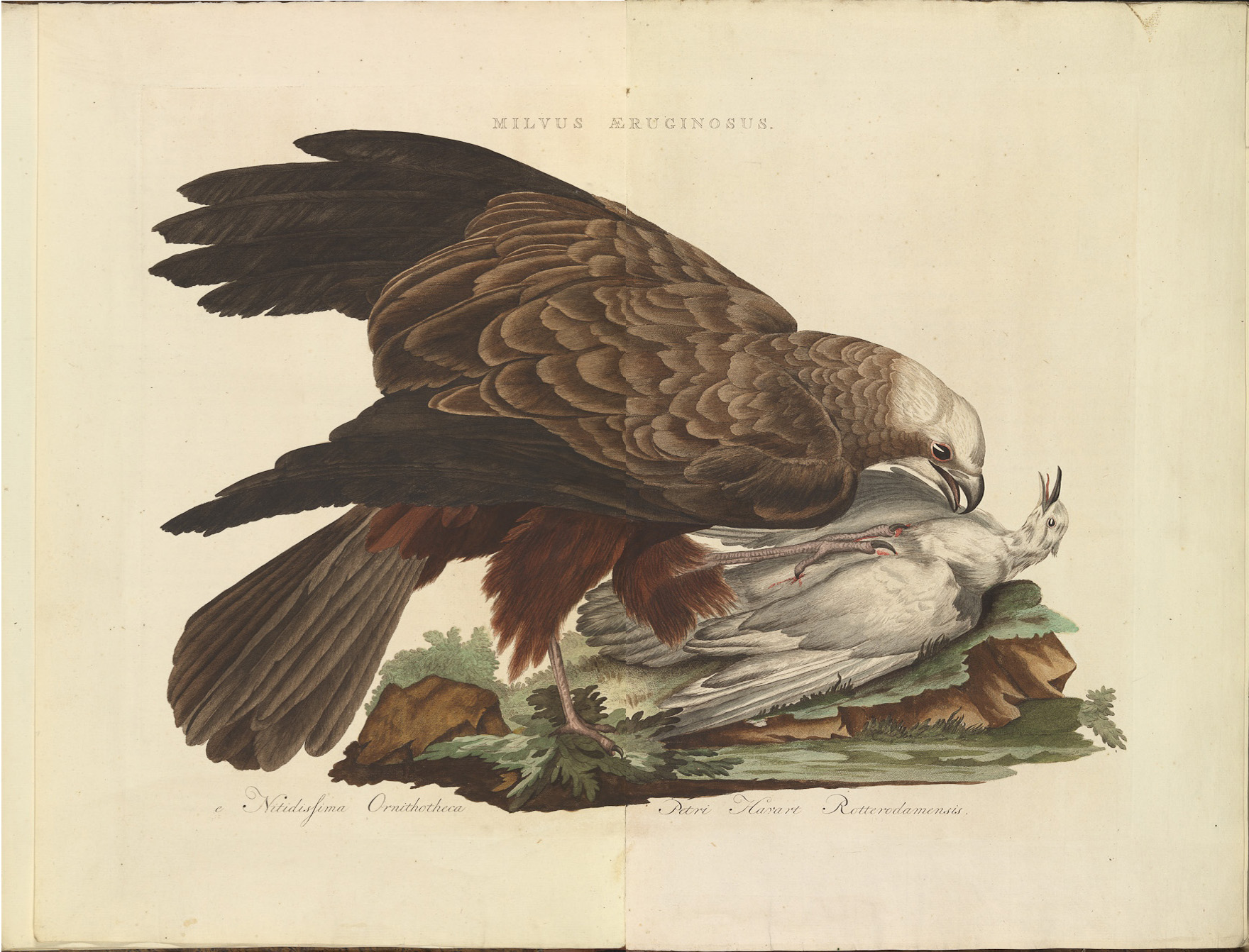
Rohrweihe in Nederlandsche Vogelen (1770)

Seit Ende des 19. Jahrhunderts wurden die Rohrweihenbestände durch Abschuss, Eierraub und Zerstörung der Brutstätten stark dezimiert. Seit Anfang der 1970er Jahre nimmt der Bestand jedoch wieder zu. Dies wird auf den ganzjährigen Schutz und das Verbot der Anwendung von DDT zurückgeführt. Die Art ist nach wie vor durch die fortschreitende Lebensraumzerstörung (Trockenlegung von Feuchtgebieten) und durch Störungen der Brutgebiete durch den Menschen gefährdet. Der hohe Populationsdruck hat in Mitteleuropa auch zu einer Besiedelung von landwirtschaftlichen Flächen und Trockengebieten geführt. Sie kommt mittlerweile auch in Mittelgebirgslagen bis 750 Höhenmeter vor.
Bestandsgefährdend sind wie bei anderen Weihen eine Veränderung oder ein Verlust des Lebensraumes beispielsweise durch Regulierung von Fließgewässern, eine Absenkung des Grundwasserspiegels und Entwässerung. Die Rohrweihe profitiert jedoch von der Anlage von Wasserspeichern in Tieflagen oder der Eindeichung von Küstengebieten.
Zu Beginn des 21. Jahrhunderts wurde der Gesamtbestand auf 93.000 bis 140.000 Brutpaare geschätzt. In Mitteleuropa brüten davon etwa 20.000 bis 25.000 Brutpaare. Der Verbreitungsschwerpunkt in Europa sind die Niederungsgebiete des europäischen Russlands, wo zwischen 40.000 und 60.000 Brutpaare vorkommen, sowie die Ukraine mit 14.000 bis 24.000 Brutpaaren. In Deutschland brüteten zu Beginn des 21. Jahrhunderts etwa 4.400 bis 6.630 Brutpaare, in Österreich kommen 300 bis 400 Brutpaare vor. Den größten mitteleuropäischen Bestand weist Polen mit 6.500 bis 8.000 Brutpaaren auf. In Liechtenstein und der Schweiz ist die Rohrweihe bislang kein regelmäßiger Brutvogel.
Die Art ist in Anhang I der EU-Vogelschutzrichtlinie aufgeführt und wird daher auch auf europäischer Ebene geschützt. Gemäß Artikel 4, Absatz 1 dieser Richtlinie müssen die Mitgliedsstaaten die für die Erhaltung dieser Arten zahlen- und flächenmäßig geeignetsten Lebensräume als Schutzgebiet für das Natura-2000-Netzwerk ausweisen.